# 云雾龙胆
云雾龙胆（学名：Gentiana nubigena）是龙胆科龙胆属的植物。分布在喜马拉雅以及中国大陆的西藏、四川、甘肃、青海等地，生长于海拔3,000米至5,300米的地区，多生长于沼泽草甸、高山灌丛草原、高山草甸及高山流石滩，目前尚未由人工引种栽培。

## 别名
邦见那保

## 异名
- Gentiana przewalskii Maxim.